# STS-126
STS-126は、国際宇宙ステーション（ISS）利用補給ミッション（ULF2）のために、スペースシャトルエンデバーによって行われる有人宇宙飛行である。
2008年9月に打上げが予定されていた、アトランティスによるハッブル宇宙望遠鏡サービスミッション（STS-125)が延期になったため、このSTS-126の打上げが先に行われることになった。
ミッション内容は、多目的補給モジュール（MPLM）を使った、装備品の搬入や物資の補給等である。アメリカ東部標準時2008年11月14日に打ち上げられた。

## 乗組員
かっこ内の数字は、今回を含めたフライト経験数。
- クリストファー・ファーガソン (2) — コマンダー
- エリック・ボー (1) — パイロット
- ドナルド・ペティ (2) — ミッションスペシャリスト
- スティーブ・ボーエン（英語版） (1) — ミッションスペシャリスト
- ハイディマリー・ステファニション＝パイパー (2) — ミッションスペシャリスト
- ロバート・キンブロー（英語版） (1) — ミッションスペシャリスト

### 出発する Expedition 18 乗組員
- サンドラ・マグナス (2) — フライトエンジニア

### 帰還する Expedition 17–18 乗組員
- グレゴリー・シャミトフ (1) — フライトエンジニア